# Église Saint-Nicolas de Labenne
L'église Saint-Nicolas est un lieu de culte catholique situé sur la commune de Labenne, dans le département français des Landes.

## Présentation
L'église est édifiée sur la place de la République, à côté de la mairie. Elle a été construite dans la deuxième moitié du XIXe siècle sur le site d'une église plus ancienne. L'édifice observe un plan en croix latine, assez classique. La particularité de cette église est que le porche s'ouvre à l'Est. En 1860, l'église de Labenne se dote de mobilier liturgique (l'autel, une chaire et un lambris de demi-revêtement) grâce à un don de Napoléon III. L'église conserve une pietà du XIXe siècle et une statue en bois du XVIe siècle représentant une Vierge à l'Enfant. Des travaux d'agrandissement sont réalisés entre 1890 et 1898 et un ensemble de vitraux est commandé. L'intérieur de l'édifice est alors entièrement restauré (peintures de style très coloré).

## Galerie

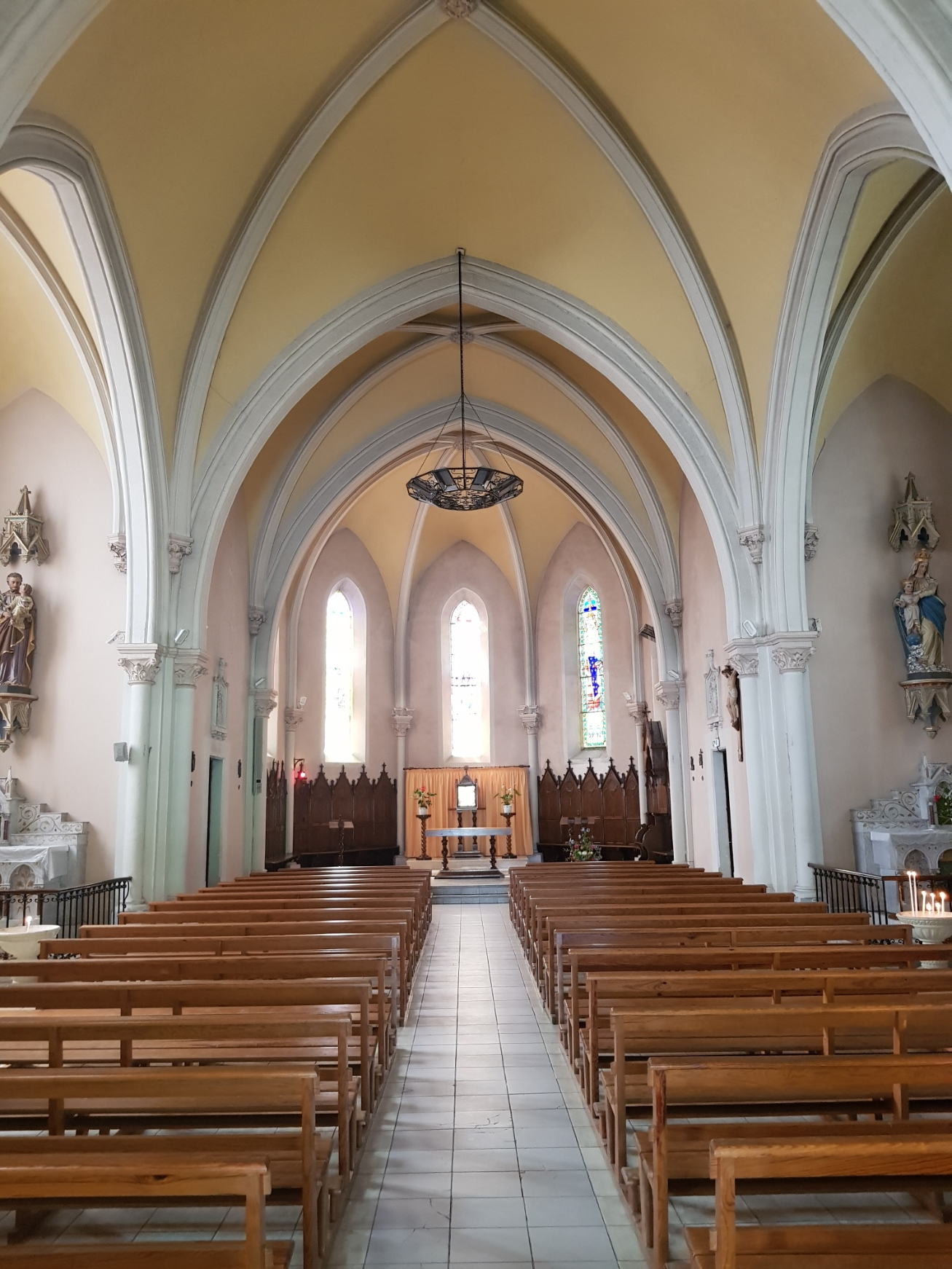
Nef de l'église. Un croisillon est dédié à Saint-Joseph, l'autre à la Vierge Marie.
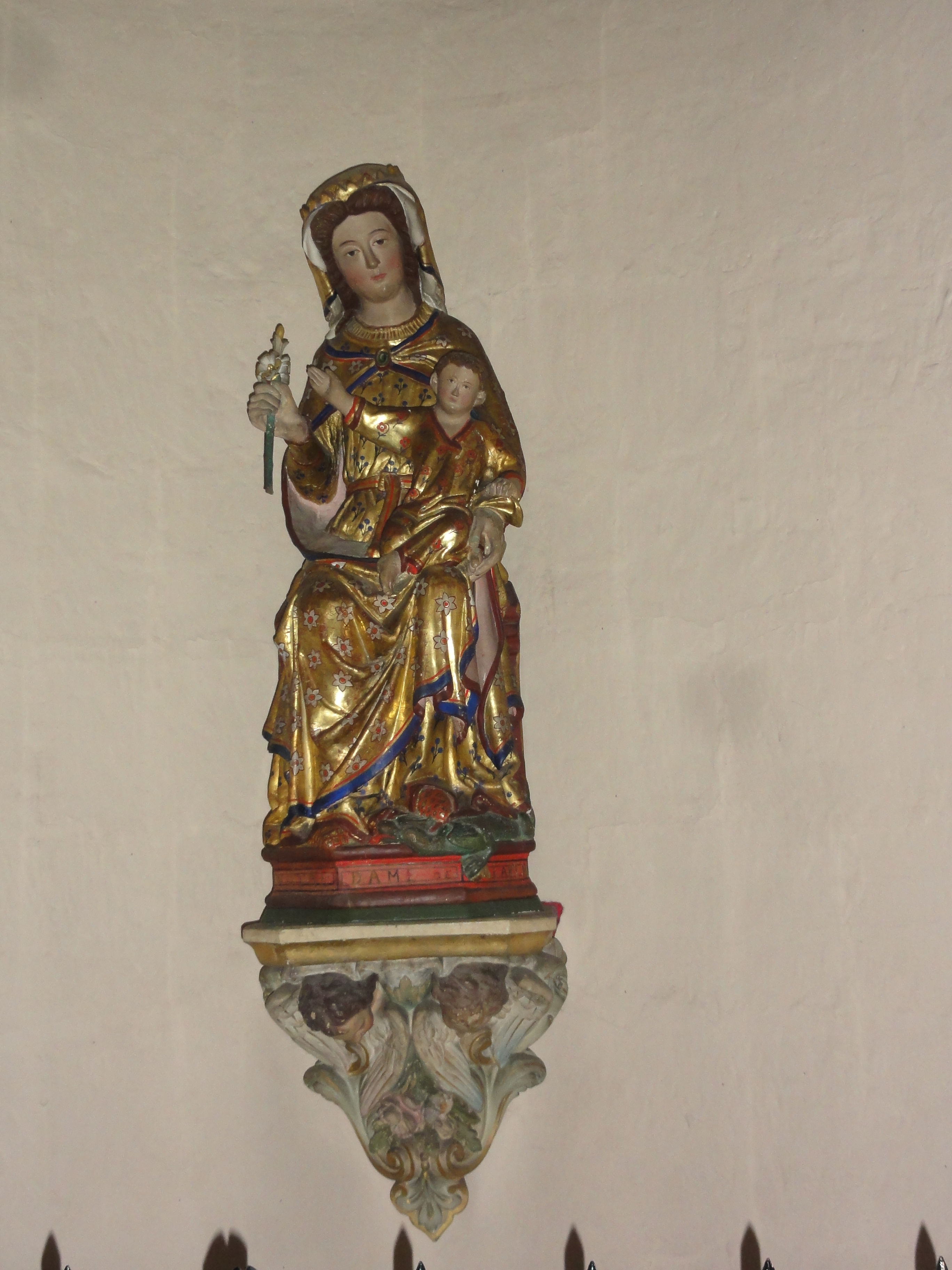
Statue Notre-Dame de Labenne